# تریپیلیا

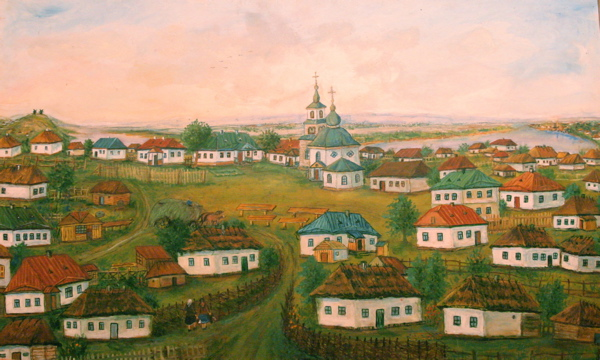
نمایی از تریپیلیا در قرن ۱۹ میلادی.

تریپیلیا (به اوکراینی: Трипiлля) (به روسی: Триполье) روستایی در بخش اوبوخیف در استان کیف با جمعیت ۲٫۸۰۰ نفر (در ۱ ژانویه ۲۰۰۵) که در ۴۰ کیلومتری جنوب کی‌اف واقع شده است.